# Геологическое общество Америки

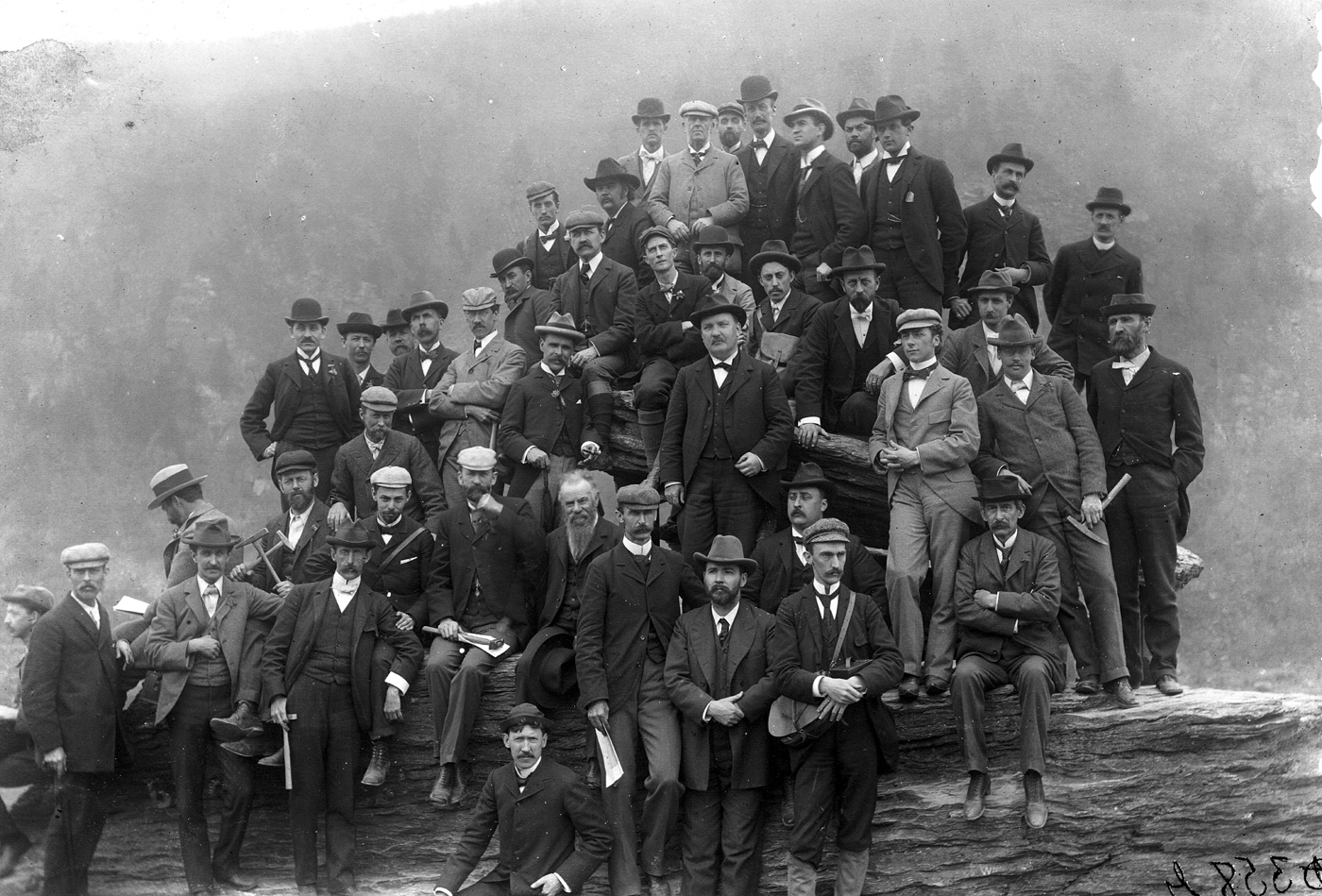
Геологические экскурсии общества, 1897

Геологическое общество Америки (англ. Geological Society of America, GSA) — геологическое общество, основанное в США в 1888 году.
С 1930-х годов стало принимать иностранных членов и стало международным.

## История
Общество основано в Итаке, штат Нью-Йорк, в 1888 году Александром Уинчеллом, Джоном Стивенсоном, Чарльзом Хичкоком, Джоном Проктером и Эдвардом Ортоном и был размещен на 3300 Пенроуз место, Боулдер, Колорадо, США, с 1967 года.
Первоначально в обществе было 100 участников, первый президент — Джеймс Холл.
До 1930-х годов оно росло медленно (до 600 членов), далее благодаря спонсорам стало многочисленным и международным.
На декабрь 2017 года в обществе более 25 000 членов из более чем 100 стран.
В обществе шесть региональных отделений в Северной Америке, три междисциплинарных группы по интересам, и 18 специальных подразделений.

## Деятельность
Общество создано «в целях развития исследований по наукам о Земле и способствование новым открытиям, а также служение обществу и профессиям связанным с этими науками».
Основными направлениями деятельности являются проведение научных конференций и публикации в научной литературы, особенно Бюллетень геологического общества Америки (издаётся с 1889 года) и Геология (издаётся с 1973 года). В 2005 году общество представила онлайн-журнал Геосферы, а в феврале 2009 года Литосферы открыт доступ к онлайн. ГСА также публикует две книги серии, путеводители и карты и диаграммы. Третьим основным видом деятельности является присуждение научных грантов для аспирантов.
В 2006 году общество поддержало заявление о глобальном изменении климата.

## Ежегодные съезды
Последние съезды общества:
- 2017 Сиэтл, Вашингтон, 22-25 Октября
- 2016 Денвер, Колорадо, 25-28 Сентября
- 2015 Балтимор, Мэриленд, 1-4 Ноября
- 2014 Ванкувер, Британская Колумбия, Канада: 19-22 Октября

## Награды общества
- Медаль Пенроуза
- Медаль Артура Л. Дэя
- Награда Meinzer
- Награда Брайан Кирк
- Награда Г К Гилберт
- Флоренция Баском
- Награда за выдающиеся заслуги в истории и философии геологии (англ. Award for distinguished service to the history and philosophy of geology)